# Türkiye Basketbol 1. Ligi
La Türkiye 1. Basketbol Ligi, también conocida como TBL, es la segunda competición de baloncesto de Turquía, por detrás de la BSL. Cuenta con 18 equipos. El campeón actual es el Trabzonspor, que consiguió en 2025 su tercer título y el ascenso a la BSL. La liga antes era conocida como Türkiye Basketbol 2. Ligi (TB2L).

## Formato de competición
El campeonato se celebra en dos fases:
- una fase denominada temporada regular donde todos los equipos juegan 34 partidos y se enfrentan a ida y vuelta;

Los ocho primeros clasificados juegan play-offs, que se juegan a tres partidos, menos la final que se juega a un solo partido. Los cruces son los siguientes:
- Primero contra Octavo (Partido 1)
- Segundo contra Séptimo (Partido 2)
- Tercero contra Sexto (Partido 3)
- Cuarto contra Quinto (Partido 4)

Los dos primeros suben a la BSL y los dos últimos bajan a la TB2L, de donde suben los dos primeros clasificados.

## Equipos 2018-2019
| Equipo                                 | Ciudad    | Pabellón                           |
| -------------------------------------- | --------- | ---------------------------------- |
| 1881 Düzce Belediye                    | Düzce     | Kalıcı Konutlar Merkez Spor Salonu |
| Akhisar Belediye                       | Akhisar   | Akhisar Belediye Spor Salonu       |
| Anadolu Basket                         | Ankara    | Ankara Spor Salonu                 |
| Balıkesir Büyükşehir Belediyespor      | Balıkesir | Kurtdereli Spor Salonu             |
| Bandırma Kırmızı                       | Bandırma  | Kara Ali Acar Sport Hall           |
| Bornova Belediyespor                   | İzmir     | Altındağ Atatürk Spor Kompleksi    |
| Final Gençlik                          | Bursa     | Bursa Atatürk Sport Hall           |
| Gemlik Basketbol                       | Bursa     | Gemlik Spor Salonu                 |
| Konyaspor                              | Konya     | Selçuklu Belediyesi Spor Salonu    |
| Lokman Hekim Fethiye Belediyespor      | Muğla     | Fethiye Beşkaza Sport Hall         |
| Mamak Belediye Yeni Mamak Spor         | Ankara    | Mamak Belediyesi Spor Salonu       |
| Manisa Büyükşehir Belediye             | Manisa    | Manisa Atatürk Spor Salonu         |
| Merkezefendi Belediyesi Denizli Basket | Denizli   | Pamukkale Üniversitesi Sport Hall  |
| Petkimspor                             | Aliağa    | Enka Sport Hall                    |
| Samsunspor                             | Samsun    | Mustafa Dağıstanlı Spor Salonu     |
| Yalova Spor                            | Yalova    | 90. Yıl Spor Salonu                |

## Campeones y Ascensos (1970-2000)
| - 1970: Ankaragücü - 1971: Şekerspor - 1972: Kadıköyspor - 1973: Adana Demirspor, Samsunspor - 1974: Eczacıbaşı, Karşıyaka - 1975: ODTÜ, Adana Demirspor - 1976: Yenişehir, Tofaş - 1977: Muhafızgücü, Ziraat Fakültesi - 1978: Taçspor, Efes Pilsen - 1979: İTÜ , TED Ankara Kolejliler - 1980: Muhafızgücü, Güney Sanayi, ODTÜ, Mülkiye | - 1981: Çukurova Sanayi, Antbirlik - 1982: TED Ankara Kolejliler, Oyak Renault - 1983: Ankara DSİ (renunció) - 1984: Anadolu Hisarı İdman Yurdu, Hilalspor, TED Ankara Kolejliler - 1985: Yenişehir Hortaş, Tarsus İdman Yurdu (renunció) - 1986: Oyak Renault (renunció), Beslen Makarna, Nasaş, Şekerspor - 1987: Paşabahçe, Hilalspor - 1988: Tekirdağ Büyük Salat, Beykoz - 1989: Beşiktaş, Nasaş - 1990: Tofaş, TED Ankara Kolejliler | - 1991: Eczacıbaşı, PTT - 1992: Kayseri Meysu, Konyaspor, Oyak Renault, Yıldırımspor, Darüşşafaka, Ortaköy - 1993: Bakırköyspor, Antalyaspor, Çimtur (se fusionó con el Antalyaspor) - 1994: Taçspor, Antbirlik, Vestel (withdrew), Kayseri Meysu - 1995: Tuborg, Netaş - 1996: TED Ankara Kolejliler, İTÜ - 1997: Muratpaşa, Oyak Renault - 1998: Kuşadası, TED Ankara Kolejliler - 1999: İTÜ, Emlakbank (renunció) - 2000: Altay, Antbirlik, Karagücü (renunció), Büyük Kolej |

## Finales (2000-actualidad)
| 2000–01 | İ.T.Ü.                                   | Oyak Renault                             |                                          |                                          |                                          |
| 2001–02 | İzmir BB                                 | Tekelspor                                |                                          |                                          |                                          |
| 2002–03 | Tofaş                                    | Tuborg Pilsener                          |                                          |                                          |                                          |
| 2003–04 | Banvit                                   | Erdemirspor                              |                                          |                                          |                                          |
| 2004–05 | Mersin BB                                | TTNet Beykoz                             | Rebah Sıdalı                             |                                          |                                          |
| 2005–06 | Tofaş                                    | TED Ankara Kolejliler                    | Tolga Öngören                            |                                          |                                          |
| 2006–07 | Antalya BB                               | Kepez Belediyesi                         | Ahmet Kandemir                           |                                          |                                          |
| 2007–08 | Erdemirspor                              | Aliağa Petkim                            | Gökhan Taştimur                          |                                          |                                          |
| 2008–09 | Tofaş                                    | Bornova Belediye                         | Nihat İziç                               |                                          |                                          |
| 2009–10 | Trabzonspor                              | Olin Edirne                              | Alaeddin Yakan                           |                                          |                                          |
| 2010–11 | Bandırma Kırmızı                         | Hacettepe Üniversitesi                   | Ahmet Gürgen                             |                                          |                                          |
| 2011–12 | TED Ankara Kolejliler                    | Royal Halı Gaziantep                     | Murat Özyer                              |                                          |                                          |
| 2012–13 | Trabzonspor                              | Uşak Sportif                             | Hasan Özmeriç                            |                                          |                                          |
| 2013–14 | Darüşşafaka Doğuş                        | İstanbul BB                              | Orhun Ene                                |                                          |                                          |
| 2014–15 | Yeşilgiresun Belediye                    | Tüyap Büyükçekmece                       | Ahmet Kandemir                           |                                          |                                          |
| 2015–16 | Tofaş                                    | BEST Balıkesir                           | Orhun Ene                                |                                          |                                          |
| 2016–17 | Sakarya BB                               | Eskişehir Basket                         | Selçuk Ernak                             |                                          |                                          |
| 2017–18 | Afyon Belediye                           | Bahçesehir                               | Can Sevim                                |                                          |                                          |
| 2018–19 | Bursaspor Durmazlar                      | OGM Ormanspor                            | Arda Vekiloğlu                           |                                          |                                          |
| 2019–20 | Cancelado debido a la pandemia COVID-19. | Cancelado debido a la pandemia COVID-19. | Cancelado debido a la pandemia COVID-19. | Cancelado debido a la pandemia COVID-19. | Cancelado debido a la pandemia COVID-19. |
| 2020–21 | Merkezefendi Belediyesi Denizli          | Yalovaspor BK                            | Zafer Aktaş                              |                                          |                                          |
| 2021–22 | Manisa BB                                |                                          | Ceyhun Cabadak                           |                                          |                                          |
| 2022–23 | Çağdaş Bodrumspor                        | Yılyak Samsunspor                        | Ender Arslan                             |                                          |                                          |
| 2023–24 | Semt77 YalovaSpor                        | Mersin MSK                               | Faruk Beşok                              |                                          |                                          |
| 2024–25 | Trabzonspor                              | Esenler Erokspor                         | Faruk Beşok                              |                                          |                                          |

## Copa de la Federación
| Year    | Campeón          | Resultado | Subcampeón                |
| ------- | ---------------- | --------- | ------------------------- |
| 2012–13 | Bandırma Kırmızı | 73–64     | Torku Selçuk Üniversitesi |
| 2013–14 | İstanbul BŞB     | 94–41     | Akhisar Belediyespor      |
| 2014–15 | BEST Balıkesir   | 102–89    | Sinpaş Denizli Basket     |
| 2015-16 | Tofaş            | 90-69     | Akhisar Belediyespor      |

## Palmarés por club
| Equipo                | Nº de campeonatos | Años                         |
| --------------------- | ----------------- | ---------------------------- |
| Tofaş                 | 5                 | 1990, 2003, 2006, 2009, 2016 |
| Trabzonspor           | 3                 | 2010, 2013, 2025             |
| TED Ankara Kolejliler | 3                 | 1982, 1996, 2012             |
| Erdemir               | 2                 | 2004, 2008                   |
| İ.T.Ü.                | 2                 | 1979, 2001                   |
| Muhafızgücü SK        | 2                 | 1977, 1980                   |
| Hortaş Yenişehir      | 2                 | 1976, 1985                   |
| Eczacıbaşı            | 2                 | 1974, 1991                   |
| Yeşilgiresun Belediye | 1                 | 2015                         |
| Darüşşafaka Doğuş     | 1                 | 2014                         |
| Genç Banvitliler      | 1                 | 2011                         |
| Antalya BŞB           | 1                 | 2007                         |
| Mersin BŞB            | 1                 | 2005                         |
| İzmir BŞB             | 1                 | 2002                         |
| Karagücü              | 1                 | 2000                         |
| Emlak Bankası         | 1                 | 1999                         |
| Kuşadası              | 1                 | 1998                         |
| Oyak Renault          | 1                 | 1997                         |
| Tuborg Pilsener       | 1                 | 1995                         |
| Vestel                | 1                 | 1994                         |
| Çimtur                | 1                 | 1993                         |
| Meysu                 | 1                 | 1992                         |
| Beşiktaş              | 1                 | 1989                         |
| Büyük Salat           | 1                 | 1988                         |
| Paşabahçe             | 1                 | 1987                         |
| Beslenspor            | 1                 | 1986                         |
| Anadolu Hisarı        | 1                 | 1984                         |
| Ankara DSİ            | 1                 | 1983                         |
| Antbirlik             | 1                 | 1981                         |
| Efes Pilsen           | 1                 | 1978                         |
| Adana Demirspor       | 1                 | 1975                         |
| Samsunspor            | 1                 | 1973                         |
| Kadıköyspor           | 1                 | 1972                         |
| Şekerspor             | 1                 | 1971                         |
| MKE Ankaragücü        | 1                 | 1970                         |

## MVP de la Temporada
| Año  | Nombre y Equipo                      |
| ---- | ------------------------------------ |
| 2008 | Ryan Sidney (Aliağa Petkim)          |
| 2009 | İbrahim Kutluay (İ.T.Ü.)             |
| 2010 | Orhan Hacıyeva (Pertevniyal)         |
| 2011 | Erolcan Çinko (Banvit)               |
| 2012 | Tyrone Nelson (Akhisar Belediyespor) |
| 2013 | Alex Gordon (Yeşilgiresun)           |
| 2014 | Eric Buckner (İstanbul BB)           |
| 2015 | Ramel Bradley (Yeşilgiresun)         |
| 2016 | Sammy Mejía (Tofaş)                  |

## Entrenador de la Temporada
| Año  | Nombre y Equipo                         |
| ---- | --------------------------------------- |
| 2008 | Ayhan Kalyoncu (Erdemirspor)            |
| 2009 | Aclan Kavasoğlu (Bornova)               |
| 2010 | Hasan Özmeriç (1) (Selçuk Üniversitesi) |
| 2011 | Ahmet Gürgen (Genç Banvit)              |
| 2012 | Doğan Deniz (Gaziantep)                 |
| 2013 | Hasan Özmeriç (2) (Trabzonspor)         |
| 2014 | Orhun Ene (Darüşşafaka)                 |
| 2015 | Özhan Çıvgın (Büyükçekmece)             |
| 2016 | Mete Babaoğlu (BEST Balıkesir)          |